# Carlinga

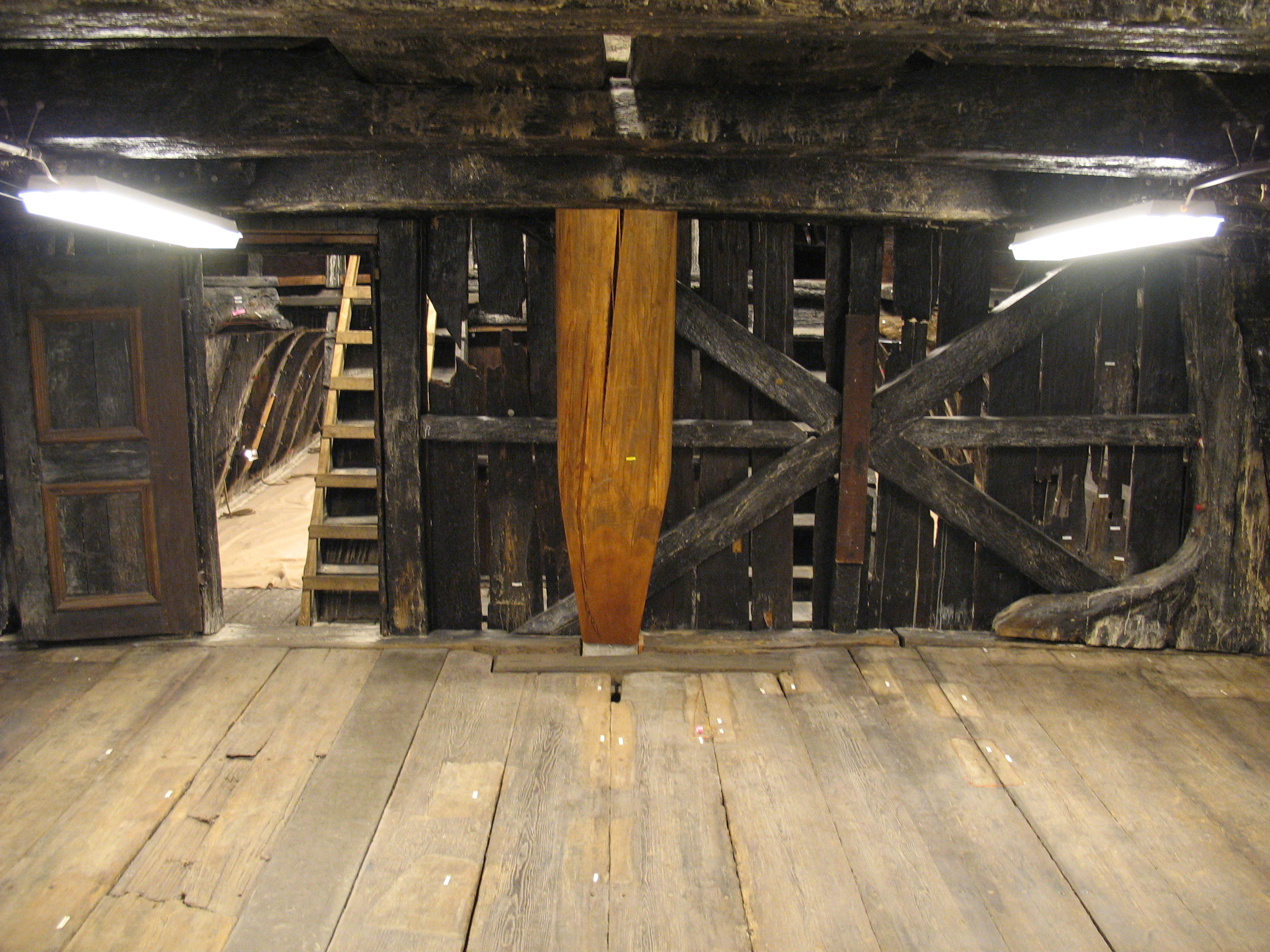
Base del mástil de mesana del buque de guerra Vasa, expuesta en el Museo Vasa de Estocolmo (Suecia).

En una aeronave, una carlinga es una cabina o habitáculo para la tripulación y los pasajeros.
En aviación militar, la cubierta de la carlinga se refiere al techo transparente que recubre la cabina de vuelo de un avión.
En automoción, la carlinga hace referencia a un techo basculante que se retira para poder acceder al habitáculo, a semejanza de las cabinas de los aviones de combate.   
En náutica, el término carlinga puede referirse a la ubicación de los controles del timón del barco y al hueco, generalmente cuadrado, en el que encaja la base del mástil.
En la ciencia ficción, el término se emplea para referirse a las cabinas de control de naves espaciales, robots gigantes tripulados y máquinas de guerra como los BattleMech o los AT-AT de la saga Star Wars, u otros vehículos.

## Características de la carlinga de una aeronave
En general, la carlinga es el espacio de los aviones reservado para las operaciones de vuelo. Se trata de un habitáculo cerrado situado cerca de la parte delantera de un avión, desde la que un piloto controla la aeronave. En el caso de los aviones comerciales, suele haber al menos dos pilotos y un radiotelegrafista. 
La carlinga contiene instrumentos de vuelo en el panel de control y otros mandos que permiten al piloto controlar el movimiento de aeronave. 

## Etimología
La carlinga es, necesariamente, un espacio estrecho y provisto de numerosos aparatos. De ahí procede su nombre en inglés, cockpit, que se empleaba originariamente para designar la cancha dispuesta para las peleas de gallos. En inglés, "pit" significa foso (por ejemplo, en el teatro, el foso es la zona donde se sitúa la orquesta) y "cock" significa gallo. Con el tiempo, se pasó a llamar en inglés cockpit al espacio donde tiene lugar una cruenta batalla y, por eso, durante la Primera Guerra Mundial los pilotos de aviación empezaron a llamar cockpit a la estrecha carlinga dispuesta para dirigir el vuelo.
A partir de ahí, también se emplearía el término carlinga para designar el espacio de los barcos destinado a las operaciones de navegación. En los barcos de vela, la carlinga es también llamada en español la "bañera".
El término carlinga procede del francés "carlingue", y este del nórdico "kerling".